# Sân vận động Akron
Sân vận động Akron (tiếng Tây Ban Nha: Estadio Akron), trước đây được gọi là Sân vận động Omnilife và Sân vận động Chivas (tiếng Tây Ban Nha: Estadio Chivas, phát âm tiếng Tây Ban Nha: [esˈtaðjo ˈtʃiβas]), là một sân vận động đa năng được sử dụng chủ yếu cho các trận đấu bóng đá, bao gồm cả các trận đấu trên sân nhà của Club Deportivo Guadalajara, thường được gọi là "Chivas". Sân là một phần của khu liên hợp JVC, có sức chứa 49.850 chỗ ngồi. Việc xây dựng bắt đầu vào tháng 2 năm 2004, nhưng do các vấn đề tài chính và các vấn đề khác, việc hoàn thành sân vận động đã bị trì hoãn trong một số năm.
Sân vận động đã tổ chức sự kiện quốc tế lớn đầu tiên của mình với trận chung kết lượt đi Copa Libertadores 2010, đồng thời tổ chức lễ khai mạc và bế mạc Đại hội Thể thao Liên châu Mỹ 2011. Mặt sân cỏ nhân tạo của sân vận động đã gây ra tranh cãi lớn, bị nhận sự chỉ trích từ nhiều cầu thủ đáng chú ý, và vào tháng 5 năm 2012, sân vận động đã được thông báo sẽ thay thế cỏ nhân tạo bằng cỏ tự nhiên.

## Lịch sử

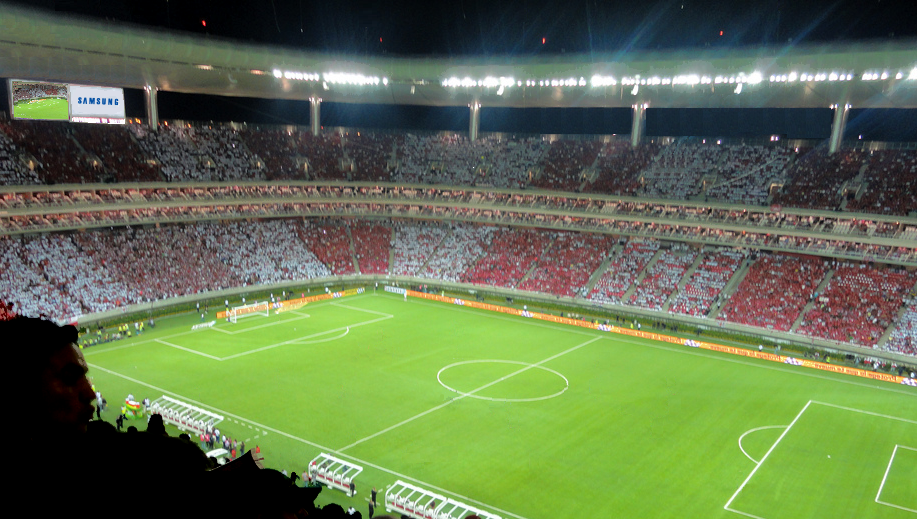
Trận đấu khánh thành Sân vận động Omnilife với Manchester United

Vào tháng 2 năm 2004, C.D. Guadalajara thông báo rằng họ sẽ xây dựng một sân vận động mới của riêng mình sau khi rời khỏi Sân vận động Jalisco. Công việc xây dựng sân vận động đã bị trì hoãn cho đến tháng 5 năm 2007.
Trận đấu bóng đá công cộng thứ ba tại sân vận động là trận giao hữu giữa Guadalajara và Manchester United vào ngày 30 tháng 7 năm 2010. Guadalajara đã giành chiến thắng 3–2, với bàn thắng đầu tiên tại sân vận động được ghi bởi Javier "Chicharito" Hernández khi chơi cho Guadalajara. Trận đấu này được tổ chức để đại diện cho việc chuyển nhượng của Hernández từ Guadalajara sang Manchester United, với Hernández chơi hiệp một cho Guadalajara và chuyển sang Manchester United trong hiệp hai, do đó mang tính biểu tượng trong hợp đồng chuyển nhượng của anh đã được ký vào tháng 3 năm 2010.
Sân vận động đã tổ chức 8 trận đấu của Giải vô địch bóng đá U-17 thế giới 2011, bao gồm trận bán kết giữa Uruguay và Brasil.
Đây cũng là nơi tổ chức lễ khai mạc và bế mạc Đại hội Thể thao Liên châu Mỹ 2011, nơi đây cũng là nơi tổ chức tất cả các trận đấu của cả môn bóng đá nam và nữ.
Vào tháng 12 năm 2017, sân vận động đã đổi tên từ Sân vận động Omnilife thành Sân vận động Akron, sau khi ký hợp đồng tài trợ với một hãng dầu nhớt xe hơi trong 10 năm.

## Các trận đấu

### Đội tuyển bóng đá quốc gia México

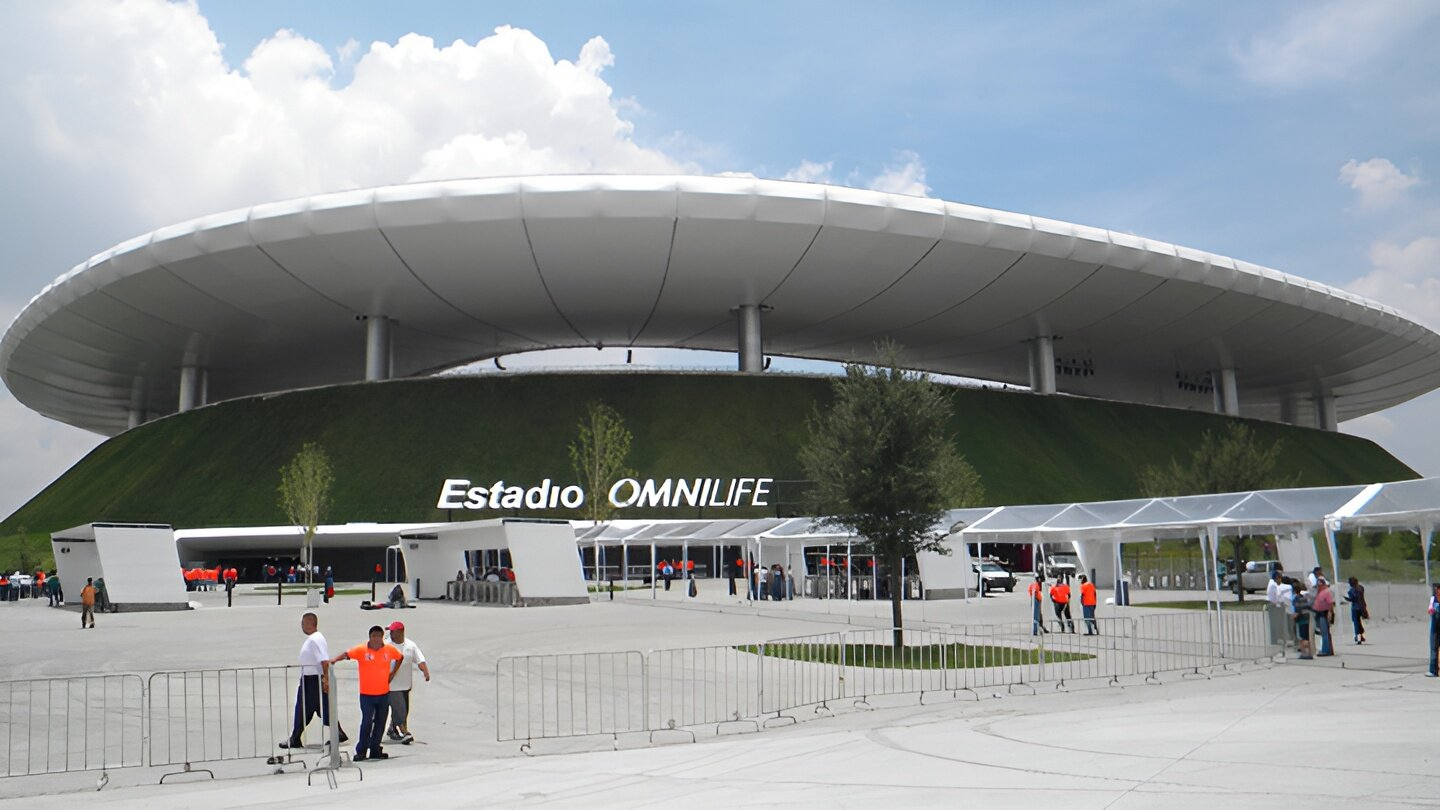
Bên ngoài Sân vận động Akron

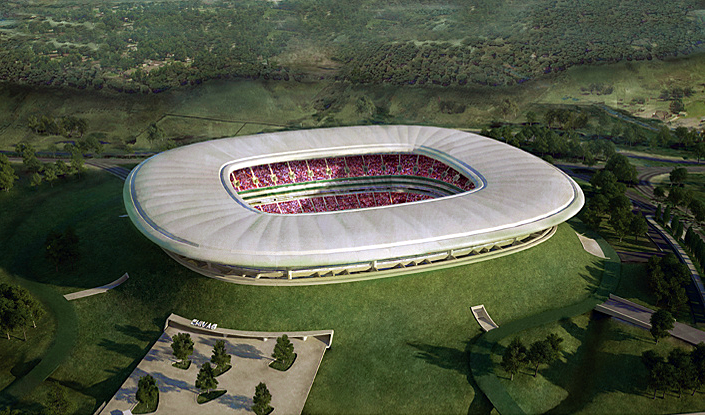
Chivas, Guadalajara, México

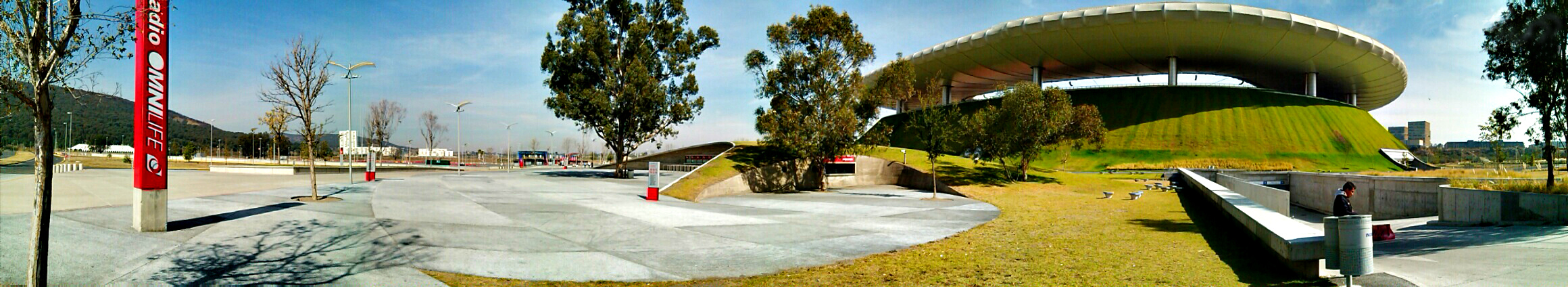
Quang cảnh sân vận động

| Ngày                |               | Kết quả |                | Giải đấu                  |
| ------------------- | ------------- | ------- | -------------- | ------------------------- |
| 4 tháng 9 năm 2010  | México        | 1–2     | Ecuador        | Giao hữu                  |
| 17 tháng 7 năm 2021 | Inter Milan   |         | Leicester City | NASL International Series |
| 20 tháng 7 năm 2021 | Real Madrid   |         | Chelsea        | NASL International Series |
| 28 tháng 7 năm 2021 | Bayern Munich |         | Leicester City | NASL International Series |
| 30 tháng 7 năm 2021 | Chelsea       |         | Liverpoll      | NASL International Series |